# Fresnoy-le-Luat
Fresnoy-le-Luat är en kommun i departementet Oise i regionen Hauts-de-France i norra Frankrike. Kommunen ligger i kantonen Nanteuil-le-Haudouin som tillhör arrondissementet Senlis. År 2022 hade Fresnoy-le-Luat 547 invånare.

## Befolkningsutveckling
Antalet invånare i kommunen Fresnoy-le-Luat
| Referens: INSEE |